# Projekt Älvdal
Projekt Älvdal var ett projekt för att inventera folkmusik i Norrbotten och som startades 1974 av Bengt Andersson vid Norrbottens Bildningsförbund. Den då nybildade musikgruppen Norrlåtar var mycket engagerade i att dokumentera folkmusiktraditionen genom att intervjua och spela in äldre människors framföranden.
År 1978 kom notsamlingen Folkmusik i Pite älvdal, utgiven av Magnus Sjögren, och två år senare Folkmusik i Kalix älvdal, sammanställd av Jan Olofsson. Hasse Alatalo fortsatte att samla in tornedalska visor och melodier på egen hand. År 2003 kom hans bok Nurmen lintu - Ängens fågel ut, med noter, texter, Alatalos svenska översättningar, gamla och nya foton från Tornedalen samt författarens kommentarer kring visorna och de människor som sjungit dem.